# S. I. Newhouse junior
Samuel Irving (genannt Si) Newhouse (* 8. November 1927; † 1. Oktober 2017), war ein amerikanischer Verleger und Philanthrop.

## Leben
Newhouse teilte sich die Geschäftsleitung von Advance Publications, der größten Mediengruppe der Vereinigten Staaten in Privatbesitz, mit seinem Bruder Donald Newhouse und war Vorstand der Condé Nast Publications, die unter anderem GQ, Vogue und Vanity Fair verlegen.
Forbes führte Newhouse im März 2017 mit einem Privatvermögen von 12,1 Milliarden US-Dollar, womit er Platz 109 der reichsten Menschen der Welt belegte.
Newhouse war auch Kunstsammler; so war er ein früherer Eigentümer des teuersten Gemäldes der Welt: Jackson Pollocks action painting mit dem Titel No. 5, 1948 aus dem Jahr 1948. Ferner war er bis zum Jahr 1997 Eigentümer von Piet Mondrians letztem Gemälde Victory Boogie Woogie, das seitdem zum Bestand des Gemeentemuseum Den Haag gehört.